# Platygaster hiemalis
Platygaster hiemalis är en stekelart som först beskrevs av Forbes 1888.  Platygaster hiemalis ingår i släktet Platygaster och familjen gallmyggesteklar. Inga underarter finns listade i Catalogue of Life.